# Kurre Korint och drömfabriken
Kurre Korint och drömfabriken, eller Kurre Korint och drömfabriken: En djupt osannfärdig berättelse från filmens underbara värld är en bok av Hasse Ekman, utgiven 1956 av Wahlström & Widstrand.
I boken får vi följa filmregissören Kurre Korint på hans äktenskapliga och yrkesmässiga äventyr sommaren 1956 i Stockholms film- och nöjeskretsar. Tidstypiska miljöer som glimtar förbi i romanen är bland annat filmateljén i Råsunda, Teatergrillen, Riches veranda, Sturebadets turk. 